# ハル・スミス
ハル・スミス(Harold John "Hal" Smith 1916年8月24日 – 1994年1月28日)はアメリカ合衆国の俳優、声優。『メイベリー110番』の酔っ払いオーティス・キャンベルとして最も知られている。また様々なアニメの多くのキャラクターで声を担当しており、『クマのプーさん』の最初の4本の短編『Winnie the Pooh Discovers the Seasons』、『Welcome to Pooh Corner』、『The Many Adventures Of Winnie the Pooh』、『The New Adventures Of Winnie the Pooh』でオウルを演じた。またラジオドラマ『Adventures in Odyssey』のジョン・アヴェリー・ウィッテイカー役でも知られている。

## 若年期
ミシガン州ペトスキー生まれだが、幼少期のほとんどをニューヨーク州マッセナで過ごし、1936年マッセナ高等学校を卒業。父はアルコアの工場で働き、母は裁縫師であった。卒業後、1936年から1943年の間ニューヨーク州ユーティカのラジオ局WIBX でディスクジョッキー及び声優として働く。第二次世界大戦の間特殊業務に就いた後、ハリウッドに移動して『I Married Joan』、『The Adventures of Ozzie and Harriet』、『The Red Skelton Show』など多数のテレビ番組に出演した。

## 『メイベリー110番』
1960年から1968年の間『メイベリー110番』放送中のほとんどの期間演じていた酔っ払いのオーティス・キャンベルとしてよく知られている。鍵に手が届く居心地の良い2つの監房にいつも自ら入る役をコミカルに演じた。実際の彼は役とは正反対である。長い付き合いのアンディ・グリフィスとドン・ノッツによると、彼は実生活では飲酒をしない。番組終盤、番組のスポンサーが飲酒に関して難色を示したため彼の出番はなくなってしまった。1966年、ドン・ノッツのコメディ『The Ghost and Mr. Chicken』のカルヴァー・ウィームス役で出演し、オーティスと同じような酔っ払い役を演じた。
1986年、テレビ映画『Return to Mayberry』で再度オーティス役を演じることとなった。この番組でオーティスはアイスクリーム販売車の運転手をしており、「ここ数年飲んでいない」としている。後に飲酒運転防止母の会のコマーシャル、アラン・ジャクソンの『Don't Rock the Jukebox』のミュージック・ビデオにもオーティスとして出演している。
1960年代後期、International House of Pancakes (現アイホップ)がスポンサーとなった朝の子供番組、KTLAの『The Pancake Man 』に出演。1971年、『ゆかいなブレディー家』のエピソード『The Winner 』でカートゥーン・キングという名でパンケーキ・マンを再現した。

## 声優業
- ジャングル・ブック (1967年の映画)
- くまのプーさん 完全保存版 （オウル（フクロウ））
- ミッキーのクリスマスキャロル （ジェイコブ・マーレイ（グーフィー）、ラット（ネズミ））
- 風の谷のナウシカ （ユパ、ナレーター）
- アメリカン・ラビットの冒険 （先輩、マービン、ツー・ルース）
- アメリカ物語 （モー）
- わんぱくダック夢冒険（フリントハート・グロムゴールド、ジャイロ・ギアルース）
- 美女と野獣 (1991年の映画) （フィリップ）
- アラジン (1992年の映画) （ジャファーの馬）

## プライベート
ロサンゼルスのウェストウッド・ヒルズ組合教会の長年のメンバーであった。ヴィヴィアン・アングスタッドと1936年から彼女の死の1992年まで婚姻関係は続き、1950年に息子テリーが生まれる。1994年1月28日、カリフォルニア州ロサンゼルスで心臓発作により77歳で死亡。遺された息子テリーも1998年に死亡。スミスはカリフォルニア州サンタモニカのウッドロウン墓地に埋葬された。